# Georg Wittig
Georg Wittig (Berlino, 16 giugno 1897 – Heidelberg, 26 agosto 1987) è stato un chimico tedesco, noto per avere sviluppato un metodo di sintesi degli alcheni a partire da aldeidi e chetoni, utilizzando composti chiamati ilidi di fosfonio e sfruttando una reazione nota come reazione di Wittig.
I suoi studi gli valsero nel 1979 il premio Nobel per la chimica, premio che condivise con Herbert C. Brown.
I contributi di Wittig riguardano anche la sintesi del composto metallorganico fenillitio e la scoperta di una serie di reazioni di riarrangiamento note come riarrangiamenti di Wittig.
Georg Wittig divenne noto nella comunità chimica per la sua spiccata attitudine pratica e sperimentale, interessandosi nei suoi lavori solamente in modo marginale riguardo ai concetti teorici.